# آکاشی شیگانوسوکه

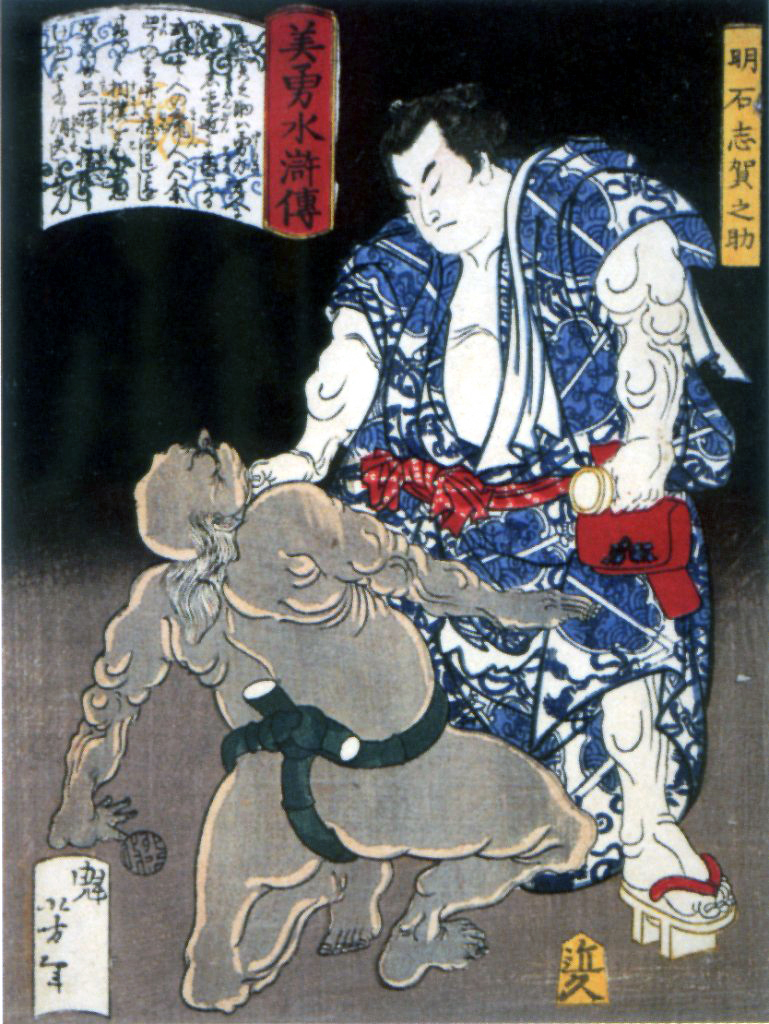
آکاشی در حال خفه‌کردن حریفش؛ اثر یوشی‌توشی، حکاکی‌شده بر روی چوپ.

آکاشی شیگانوسوکه (به ژاپنی: 明石 志賀之助) کُشتی‌گیر سومو اهل اوتسونومیا، توچیگی در کشور ژاپن است که نخستین کشتی‌گیر دارای رتبهٔ یوکوزونا محسوب می‌شود.